# Infurcitinea kasyi
Infurcitinea kasyi är en fjärilsart som beskrevs av Petersen 1962. Infurcitinea kasyi ingår i släktet Infurcitinea och familjen äkta malar.
Artens utbredningsområde är Grekland. Inga underarter finns listade i Catalogue of Life.